# Estonské fotbalové mistrovství 1927
Sedmý ročník Eesti jalgpalli meistrivõistluste 1. klass (Estonského fotbalového mistrovství) se konal v roce 1927.
Soutěže se zúčastnilo osm klubů v systému play off. Vítězem turnaje se stal popáté ve své klubové historii ESK Tallinna Sport, který porazil ve finále TJK Tallinn (2:0).